# Samia wangi
Samia wangi es una especie de polilla de la familia Saturniidae. Se encuentra desde Taiwán a través del norte de Vietnam hasta el más oriental de Xizang, Sichuan, el extremo sur de Shaanxi y el sur de Zhejiang.

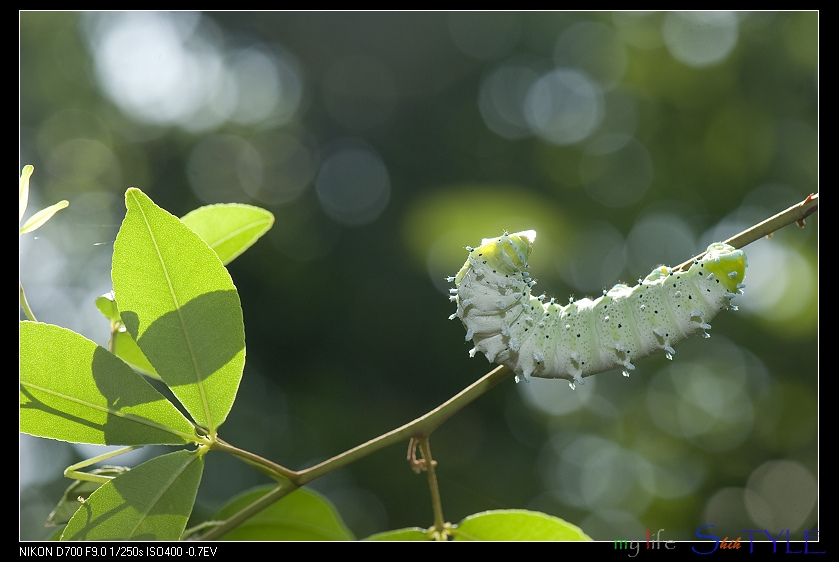
Larva